# GamesRadar+
GamesRadar+ (anteriormente GamesRadar) é um website de múltiplos formatos de jogos eletrônicos que contém prévias, resenhas, vídeos, códigos, fóruns e provém notícia da indústria de jogos eletrônicos. Foi antes conhecido como "CheatPlanet.com". O website é possuído e operado simultaneamente no Reino Unido e EUA pela Future Publishing (que inclui a Future US), uma publicadora mundial de websites e revistas de entusiasmo e estilo-de-vida. A GamesRadar recebe aproximadamente 3,25 milhões de visitantes únicos por mês, e também inclui a CheatPlanet, que foi adquirida pela Future em 2005.
Em 11 de setembro de 2007, a GamesRadar lançou uma área de downloads chamada "Fileradar". A Fileradar permite que os usuários descarreguem mods, hacks e conteúdo para jogos lançados para PC. Em 7 de fevereiro de 2008, a GamesRadar passou por uma renovação completa de site.